# 외트뵈시 로란드

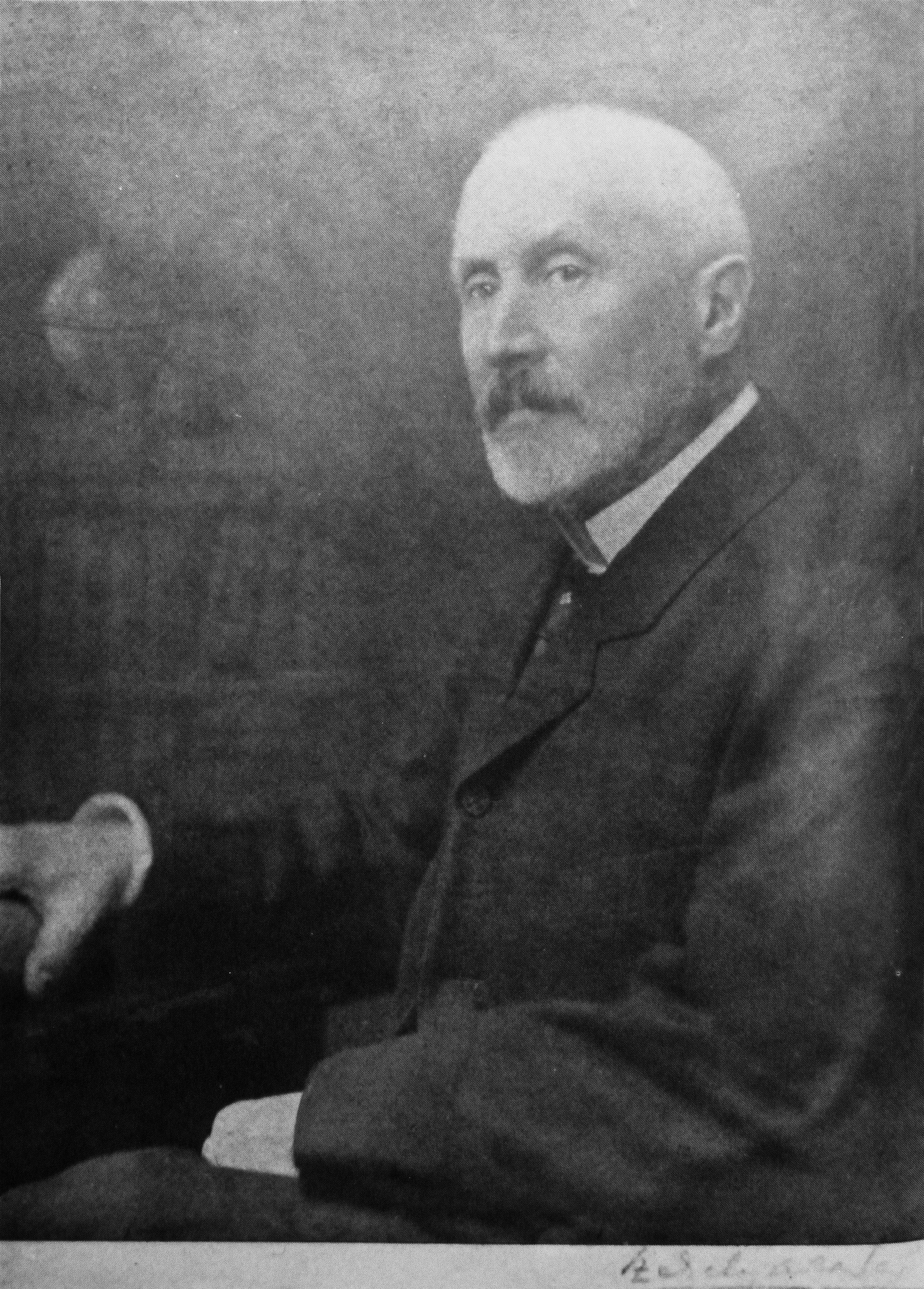
외트뵈시 로란드

외트뵈시 로란드 아고슈톤(헝가리어: Eötvös Loránd Ágoston, IPA: [ˈøtvøʃ ˈloraːnd], 1848년 7월 27일 ~ 1919년 4월 8일)는 헝가리의 물리학자이다.

## 업적
외트뵈시는 오늘날 특히 중력 질량과 관성 질량 (소위 약한 등가 원리)의 등가에 대한 연구, 그리고 지구의 표면에서의 중력의 기울기 등의 중력에 관련된 외트뵈시 실험을 통해서 기억된다. 약한 등가 원리는 상대성 이론에 있어서 현저한 역할을 하며, 외트뵈시의 실험은 알베르트 아인슈타인이 1916년에 발표한 '일반 상대성 이론의 기초'라는 논문에서 언급되었다. 중력의 기울기의 측정은 석유 매장량의 위치와 같은 응용 지구물리학에서 매우 중요하다. 중력의 기울기에 대한 CGS 단위는 외트뵈시에 대한 존경에 외트뵈시(eotvos)라 붙여졌다(기호로는 E를 사용한다). 1886년에서부터 그가 사망하기까지 그는 부다페스트 대학에서 연구하고 가르쳤고, 1950년 부다페스트 대학교는 외트뵈시의 이름을 따서 외트뵈시 로란드 대학교으로 개명하였다.

## 같이 보기
- 외트뵈시 (단위)